# The Lab
The Lab är ett hiphop/rap-album, släppt 7 november 2012, av den svenske musikproducenten Viktor Ax och är också är hans debutalbum.   Förutom svenskarna Lazee, Nube, Flexx och Magnum Coltrane Price består de medverkande av amerikanska rappare. Låten "I Wanna Be Famous" gästas av det välkända bandet D12 och en av bandets medlemmar, Bizarre, medverkar också ensam på spåren 7, 17 och 18. 
En instrumental version av skivan släpptes 22 april 2013.

## Låtlista
| Nr           | Titel | Längd |
| ------------ | --- | ----- |
| 1.           | THE LAB INTRO                                                                                            | 1:20  |
| 2.           | Stand Up (med Adlib, GQ Nothin Pretty och King Magnetic)                                                 | 3:33  |
| 3.           | That's When It's True (med Stat Quo och King Magnetic)                                                   | 3:18  |
| 4.           | Childhood Change (med GQ Nothin Pretty och Block McCloud)                                                | 4:20  |
| 5.           | It Could Be Worse (med Clew Rock, GQ Nothin Pretty och Magnum Coltrane Price)                            | 4:02  |
| 6.           | THE LAB INTERLUDE 1                                                                                      | 0:57  |
| 7.           | Smokin Drinkin Gettin High (med Bizarre)                                                                 | 3:18  |
| 8.           | Bet On Me (med King Magnetic och Jessica Lamb)                                                           | 3:55  |
| 9.           | Attention (med Lazee, Nube och Flex (co-prod Subkult))                                                   | 3:07  |
| 10.          | I Wanna Be Famous (med D12)                                                                              | 3:55  |
| 11.          | THE LAB INTERLUDE 2                                                                                      | 0:33  |
| 12.          | On My Way (med Adlib och Jessica Lamb)                                                                   | 3:28  |
| 13.          | We Get Down (med King Magnetic)                                                                          | 3:29  |
| 14.          | Quit Playin (med Clew Rock)                                                                              | 4:12  |
| 15.          | The Lab OUTRO (med Saigon, King Magnetic, Sean Price och Ruste Juxx)                                     | 1:38  |
| 16.          | THE LAB INTERLUDE 3                                                                                      | 1:17  |
| 17.          | 7 24 3 65 (med Bizarre, Adlib och Danny Diablo)                                                          | 4:11  |
| 18.          | Crack In Da Pipe (med Bizarre, King Magnetic, Clew Rock, Anxious och GQ Nothin Pretty (Co-prod Subkult)) | 4:47  |
| Total längd: | Total längd:                                                                                             | 59:18 |